# Garnotia scoparia
Garnotia scoparia är en gräsart som beskrevs av George Henry Kendrick Thwaites. Garnotia scoparia ingår i släktet Garnotia och familjen gräs.
Artens utbredningsområde är Sri Lanka. Inga underarter finns listade i Catalogue of Life.